# 기하광학

기하광학(幾何光學)은 빛의 파동성과 양자성 등을 무시하고 빛의 진행선 특성만을 기하학적으로 연구하는 광학 분야이다. 광학기기의 설계에 중요한 위치를 차지한다.